# Gungrave
Gungrave (ガングレイヴ?, Gangureivu) è una serie televisiva anime del 2003 tratta da un videogioco sparatutto omonimo creato da SEGA con i personaggi originali creati da Yasuhiro Nightow. Lo studio Madhouse ha voluto nella sua produzione lo stesso gruppo che ha creato il videogioco ed ha chiesto la collaborazione di Yasuhiro Nightow, già creatore di un'altra celebre serie, Trigun.
A differenza del videogioco, arrivato anche in Italia, la serie animata è giunta oltre ai paesi asiatici soltanto negli USA nell'ottobre del 2004.

## Ambientazione
Gli ambienti sono quelli ripresi dal videogioco, è ambientato in America nel passato ai tempi dove i gangster erano famosi. Per riprendere maggiormente l'atmosfera del videogioco sono stati presi gli stessi doppiatori e gli stessi personaggi.

## Trama
La storia segue l'ascesa di Brandon Heat e del suo migliore amico Harry MacDowell nell'organizzazione criminale chiamata Millenion. Dopo il primo episodio, che vede una ragazzina in fuga dalla stessa Millenion e difesa da un misterioso personaggio, inizia infatti un lungo flashback che illustrerà il tormentato percorso di Brandon e di Harry nella loro presa di potere. Questa sarà inarrestabile, ma il prezzo da pagare per le loro azioni sarà molto, molto alto.

## Personaggi

### Protagonisti
- Brandon Heat, soprannominato Grave, protagonista della serie. Ottimo amico di Harry, non tradirebbe mai l'organizzazione per la quale lavora. È ispirato al pistolero interpretato da Franco Nero nell'iconico film western Django di Sergio Corbucci, il quale porta con sé una bara che utilizza come custodia per una mitragliatrice Gatling.

- Harry MacDowell, amico fraterno di Brandon. Le sue peculiarità sono un'incredibile sete di potere e un'abilità innata per i rapporti interpersonali.

- Maria Asagi, ragazza molto importante per Brandon con il quale avrà un rapporto sempre contrastato.

- Dottore Tokioka, lo scienziato che aiuta Brandon nella seconda parte della serie.

- Big Daddy, il presidente dell'organizzazione Millennion nonché suo fondatore.

- Bear Walken, abile cecchino dell'organizzazione.

- Balladbird Lee, grande amico di Bob Poundmax e portato da Harry ai massimi livelli dell'organizzazione.

- Bob Poundmax, ingordo collaboratore di Harry con una rete di informatori pressoché infinita.

- Kugashira Bunji, killer spietato introdotto da Harry e Brandon nell'organizzazione.

## Differenze tra l'anime e il videogioco
- Grave parla nell'anime mentre rimane muto nel gioco.
- L'anime mostra una sorta di tecnologia che non è presente nel videogioco.
- Grave appare molto più debole nell'anime.
- Big Daddy non ha nessuna cicatrice nella serie animata.
- Il luogo dove Grave incontra per la prima volta i grandi quattro è differente (nel videogioco era una parte di un aereo).
- Bunji si trasforma nel corso della serie in un mostro ma nel gioco lo era ancora prima che iniziasse.
- Nell'anime Harry e Brandon sembra che desiderino morire insieme mentre nel gioco Grave non esita ad uccidere il nemico.

## Videogiochi
I videogiochi della serie Gungrave sono i seguenti:
- Gungrave (2002)
- Gungrave: Overdose (2004), sequel di Gungrave[3]
- Gungrave G.O.R.E (2022)[4]